# Berliner Astronomisches Jahrbuch

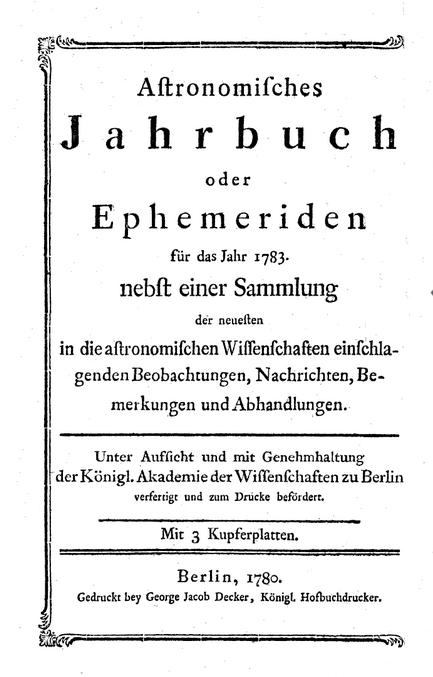
Berliner Astronomisches Jahrbuch für das Jahr 1783

Das Berliner Astronomische Jahrbuch (abgekürzt B.A.J.) stellt mit fast 200 Jahren eine der längste Publikationsreihe dar, die es in der Astronomie gibt. Im Jahr 1960 gingen seine Inhalte – einem IAU-Beschluss zufolge – in zwei international herausgegebenen Jahrbüchern auf: die Astronomical Ephemeris (für Körper des Sonnensystems) und die Apparent Places of Fundamental Stars der Fundamentalsterne.
Das Jahrbuch war ein Kompendium aus Daten der Astrometrie und des Sonnensystems und hatte zuletzt einen Umfang von etwa 500 Seiten. Es wurde 1774 von Johann Heinrich Lambert und Johann Elert Bode begründet und erschien ab dem Jahrgang für 1776, nach Lamberts Tod 1777 von Bode allein bis 1826 herausgegeben. Neben astronomischen Tafeln enthielt es einen umfangreichen Anhang, in dem wissenschaftliche Aufsätze verschiedener Autoren sowie Berichte neuerer Arbeiten und Entdeckungsmitteilungen gedruckt wurden. So wurde das B.A.J. zu einem wichtigen Kommunikationsmittel der internationalen astronomischen Gemeinschaft. Nach der Reorganisation durch Johann Franz Encke und der Reduzierung auf astronomische Tafeln erschien das Jahrbuch bis einschließlich 1959 und war auch jenes Organ, in dem 1907 der erste global konzipierte Fundamentalkatalog herausgegeben wurde (siehe auch FK4 1963 und FK6 1999/2000).
Seit den 1940er Jahren erschien es in Kooperation mit dem Heidelberger Jahrbuch (Astronomisch-Geodätisches Jahrbuch) des Recheninstituts in Heidelberg, das wie andere nationale Jahrbücher ebenfalls 1959 in einer internationalen Kooperation aufging.
An den Bahnberechnungen für die Planeten-Ephemeriden des B.A.J. beteiligte sich – neben anderen berühmten Astronomen – auch der vielfache Asteroiden-Entdecker  Robert Luther, insbesondere ab dem Jahr 1849. Ebenso trug dazu der 120-malige Asteroiden-Entdecker Johann Palisa (Universitätssternwarte Wien) bei, der 1892 auch einen Sternkatalog von 1200 Fundamentalsternen aus zehnjährigen Beobachtungen beisteuerte.